# Bacqueville-en-Caux
Bacqueville-en-Caux és un municipi francès situat al departament del Sena Marítim i a la regió de Normandia. L'any 2007 tenia 1.789 habitants.

## Demografia

### Població
El 2007 la població de fet de Bacqueville-en-Caux era de 1.789 persones. Hi havia 740 famílies de les quals 218 eren unipersonals (99 homes vivint sols i 119 dones vivint soles), 227 parelles sense fills, 235 parelles amb fills i 60 famílies monoparentals amb fills.
La població ha evolucionat segons el següent gràfic:
Habitants censats

### Habitatges
El 2007 hi havia 840 habitatges, 747 eren l'habitatge principal de la família, 36 eren segones residències i 57 estaven desocupats. 661 eren cases i 177 eren apartaments. Dels 747 habitatges principals, 377 estaven ocupats pels seus propietaris, 352 estaven llogats i ocupats pels llogaters i 18 estaven cedits a títol gratuït; 9 tenien una cambra, 79 en tenien dues, 145 en tenien tres, 217 en tenien quatre i 297 en tenien cinc o més. 423 habitatges disposaven pel capbaix d'una plaça de pàrquing. A 351 habitatges hi havia un automòbil i a 273 n'hi havia dos o més.

### Piràmide de població
La piràmide de població per edats i sexe el 2009 era:
| Homes | Edats   | Dones |
| ----- | ------- | ----- |
| 0     | 95 o +  | 0     |
| 0     | 90 a 94 | 8     |
| 28    | 85 a 89 | 16    |
| 8     | 80 a 84 | 32    |
| 12    | 75 a 79 | 44    |
| 40    | 70 a 74 | 44    |
| 28    | 65 a 69 | 28    |
| 32    | 60 a 64 | 48    |
| 44    | 55 a 59 | 40    |
| 60    | 50 a 54 | 76    |
| 52    | 45 a 49 | 56    |
| 68    | 40 a 44 | 32    |
| 60    | 35 a 39 | 68    |
| 60    | 30 a 34 | 40    |
| 72    | 25 a 29 | 60    |
| 72    | 20 a 24 | 48    |
| 72    | 15 a 19 | 40    |
| 68    | 10 a 14 | 52    |
| 48    | 5 a 9   | 32    |
| 48    | 0 a 4   | 40    |

## Economia
El 2007 la població en edat de treballar era de 1.143 persones, 848 eren actives i 295 eren inactives. De les 848 persones actives 769 estaven ocupades (420 homes i 349 dones) i 79 estaven aturades (36 homes i 43 dones). De les 295 persones inactives 103 estaven jubilades, 73 estaven estudiant i 119 estaven classificades com a «altres inactius».

### Ingressos
El 2009 a Bacqueville-en-Caux hi havia 756 unitats fiscals que integraven 1.841,5 persones, la mediana anual d'ingressos fiscals per persona era de 16.460 €.

### Activitats econòmiques
Dels 119 establiments que hi havia el 2007, 1 era d'una empresa extractiva, 4 d'empreses alimentàries, 3 d'empreses de fabricació de material elèctric, 4 d'empreses de fabricació d'altres productes industrials, 11 d'empreses de construcció, 29 d'empreses de comerç i reparació d'automòbils, 4 d'empreses de transport, 7 d'empreses d'hostatgeria i restauració, 6 d'empreses financeres, 6 d'empreses immobiliàries, 18 d'empreses de serveis, 18 d'entitats de l'administració pública i 8 d'empreses classificades com a «altres activitats de serveis».
Dels 33 establiments de servei als particulars que hi havia el 2009, 1 era una gendarmeria, 1 oficina de correu, 2 oficines bancàries, 2 tallers de reparació d'automòbils i de material agrícola, 1 autoescola, 2 paletes, 3 fusteries, 3 lampisteries, 1 electricista, 5 perruqueries, 5 veterinaris, 5 restaurants i 2 agències immobiliàries.
Dels 18 establiments comercials que hi havia el 2009, 2 eren supermercats, 1 una botiga de més de 120 m², 3 fleques, 2 carnisseries, 2 llibreries, 2 botigues de roba, 1 una botiga de roba, 1 una botiga d'equipament de la llar, 2 drogueries i 2 floristeries.
L'any 2000 a Bacqueville-en-Caux hi havia 15 explotacions agrícoles que ocupaven un total de 850 hectàrees.

## Equipaments sanitaris i escolars
El 2009 hi havia 1 centre de salut, 1 farmàcia i 1 ambulància.
El 2009 hi havia 1 escola maternal i 2 escoles elementals. Bacqueville-en-Caux disposava d'un col·legi d'educació secundària amb 254 alumnes.

## Poblacions més properes
El següent diagrama mostra les poblacions més properes.